# うらめしや (魔木子の漫画)
『うらめしや』は、魔木子による日本の漫画作品。『JOURすてきな主婦たち』（双葉社）の姉妹誌『ミステリーJour』1998年2月号より連載開始。連載当初は本誌と姉妹誌へ不定期に掲載されていたが、2004年10月号より『JOURすてきな主婦たち』へ掲載誌を移し、2019年5月号をもって完結した。

また、外伝として『うらめしや外伝 かごめ -大正妖怪綺譚-』が本編と並行するかたちで2012年8月号より同誌にて連載開始、2019年11月号をもって完結した。本項ではこの外伝についても説明する。
1997年より連載が開始され、魔木子の作品の中では最長の連載期間となっている。江戸時代を舞台に起こる、幽霊・化け物・あらゆる不思議事を市井の拝み屋「うらめしや」である主人公の「お妖」が解決して行く。
2012年に連載が開始された外伝は、お妖の子孫を主人公とする後日談にあたり、舞台は大正時代へと移る。本編の連載が終了する前に開始された理由については、その内に答えられると魔木子がコミックの中で語っている。

## 登場人物

### 主要キャラクター
お妖
本作品の主人公。
幼少の頃より人並み外れた霊力を持つが故に、実の両親からも怖れられ捨てられた過去を持つ。
本名は「およう」と平仮名であったが、いつの間にか誰からともなく「お妖」と渾名されるようになる。
密教・神道・修験道・陰陽道等に通じており、江戸で高い実力を誇る霊力者であるが、生身の人間に対しては呪文が効かない為に窮地に立たされる事がある。また家事の腕に関しては壊滅的である。
基本的に自分の感情をあまり外に出さない性格であるが、夫である佐治が女の悪霊に攫われた際には嫉妬の感情を認めている。
佐治
「疾風の佐治」と呼ばれるチンピラの男。江戸のはずれの小さな寺に産み捨てられた孤児であり、同じ寂しい境遇のお妖に惹かれ、お妖の住む長屋に転がり込んだ。
霊感は全く持っていないが義侠心に富み、それゆえに自身の霊力に悩むお妖の心の支えとなっている。自身が天涯孤独の身だった為に非常に家族思い。
お妖とは反対に家事が得意であり一切の家事を引き受けている。とある事件に巻き込まれた際、本所柳島にある「幽霊めしや」と呼ばれる曰く付きの家を譲り受け、事件解決後はお妖の稼業に因み「うらめしや」の屋号で料理屋を開業する。
犬神のシロの主である。
お妖と夫婦になってからは、お妖一筋であるが何度か人間以外の類のものに取り込まれそうになったこともある。
東火
稲荷神の眷属である霊狐。多摩の稲荷山を栖とする霊狐の長・源五郎狐の一人息子。
初め、お妖に惚れており佐治を殺しお妖を妻にむかえ入れようとする敵であったが、紆余曲折あり現在ではお妖たちの良き友人である。
光太郎
お妖と佐治の第一子。お妖譲りの美貌と強力な霊力を生まれ持つ。
出産の際に産婆のこぼした言葉の通り、作中でも数奇な運命を辿るキャラクターの一人である。
幼少の頃の姿は大変愛らしく、成長してからはまるで女性のように綺麗な美男子であり、光太郎目当てに女性が料理屋「うらめしや」に集まるほどであった。
愛称は「光太」で、お妖や佐治にそう呼ばれている。
お静
お妖と佐治の第二子。本人の意思や霊能力とは言い難い不思議な力を生まれ持つ。
おかっぱ姿で、他人に悪意を持つことがない。
北斗
東火の第一子で光太郎とは親友の間柄。幼い頃はやんちゃな小僧のようなかわいらしい外見で、父親の東火と同じく我儘で手がつけられない性格だった。
大人になった姿は体も大きくいかつい。霊狐は成長が人とちがい早いため、数年で大人の姿になった。大人になってからの北斗は無口でクールな性格。
シロ
東火の父・源五郎狐の手により稲荷山に封印されていた犬神。紆余曲折を経てお妖と佐治達の家族の一員となる。普段は愛らしい子犬の姿をしているが、主の命令のみに従い本来の姿を現す。主が何らかの危機に見舞われ身動きが取れなくなった場合に限り、自らの意思で変化し助けを呼びに行った事が数度ある。
花御門院の修羅
上方出身の女陰陽師。お妖に敵対心を燃やす。修羅は陰陽師としての名前であり、本名にはコンプレックスを持っている。
お妖や佐治に文句を垂れながらも、二人のことや光太郎、お静が大好きである。特にお静とは深い関係にある。
春吉
修羅の末弟。
姉の事を非常に慕っているが、幼少の頃より何かと厄介事を持ち込んで来る為、修羅からは「疫病神」と呼ばれている。

### かごめ -大正妖怪綺譚-
瀬戸内かごめ
外伝の主人公、お妖の曾孫にあたる。
とある事情で英国の魔女からの呪いを受けてしまい、メイドの装いをやめると死に至ってしまう為、いつもメイド服を着用している。母親である葛城小夜子の心を見抜く能力により、幼い頃ほしいものを全て言葉にせずとも与えられることで感情を表すのが苦手な性格。
除霊や化け物退治の際には呪文や真言は必要なく、物理的な攻撃により強制的にあの世に送る能力を持つ。興味と目的は強くなる事の一点にしかなく日々剣術修行に励んでいる。
鈴木駒子
両親を亡くし、華族の屋敷に住み込みの女中として働いていた少女。かごめの友人として葛城家に居候する事となる。非常に働き者である為、かごめにコマネズミにちなんで「コマちゃん」と愛称を付けられる。
霊の類いを視る事はできるものの、霊能力を身に付けるほどの力は無い。ただし、非常に稀有な能力を生まれ持っている。
本編の主人公のお妖とは浅からぬ縁がある模様。
御菩薩池葵（みぞろけ あおい）
400年余りの歴史を持つ、御菩薩池流剣術道場の跡取りの青年。かごめの実力を凌駕する剣術の腕前を持つ。
かごめの幼少期に守役を務めていた式神の青蜋（せいろう）に顔立ちが似ている。
葛城小夜子
数十年で急速に莫大な財を成した葛城財閥の夫人にして、かごめの母。優れた霊能力者であり霊視を得意とする。
娘のかごめに着させるためのドレスや着物を用意して社交界で着させたかったが、かごめがメイド服で過ごしているため叶わず、代わりにコマちゃんを着飾って社交界に一緒に出席をしている。

## 余談
- 同作者の『怪の夢』（秋田書店）に、お妖と佐治がモブキャラクターとしてゲスト出演している。
- 本作「うらめしや」は電子書籍で705万ダウンロードを突破しており、電子書籍での人気が高い[1]。漫画自体を全巻手に入れるのが困難になっており、ファンの増刷を願う声が多く上がっている。

## 書誌情報

### 漫画
- 『うらめしや』 双葉社〈ジュールコミックス〉 、全26巻

|     | 発売日         |  | ISBN                   |
| 1.  | 2001年04月17日 |  | ISBN 4-575-33252-6     |
| 2.  | 2001年08月16日 |  | ISBN 4-575-33257-7     |
| 3.  | 2002年07月17日 |  | ISBN 4-575-33274-7     |
| 4.  | 2003年01月17日 |  | ISBN 4-575-33285-2     |
| 5.  | 2003年06月17日 |  | ISBN 4-575-33291-7     |
| 6.  | 2003年10月17日 |  | ISBN 4-575-33295-X     |
| 7.  | 2004年07月17日 |  | ISBN 4-575-33303-4     |
| 8.  | 2005年12月17日 |  | ISBN 4-575-33316-6     |
| 9.  | 2006年11月17日 |  | ISBN 4-575-33327-1     |
| 10. | 2007年10月17日 |  | ISBN 978-4-575-33343-5 |
| 11. | 2008年10月17日 |  | ISBN 978-4-575-33372-5 |
| 12. | 2009年09月17日 |  | ISBN 978-4-575-33395-4 |
| 13. | 2010年09月17日 |  | ISBN 978-4-575-33428-9 |
| 14. | 2011年04月15日 |  | ISBN 978-4-575-33449-4 |
| 15. | 2011年09月17日 |  | ISBN 978-4-575-33459-3 |
| 16. | 2012年05月17日 |  | ISBN 978-4-575-33479-1 |
| 17. | 2012年06月16日 |  | ISBN 978-4-575-33481-4 |
| 18. | 2012年07月17日 |  | ISBN 978-4-575-33487-6 |
| 19. | 2013年07月17日 |  | ISBN 978-4-575-33523-1 |
| 20. | 2014年07月17日 |  | ISBN 978-4-575-33556-9 |
| 21. | 2015年07月17日 |  | ISBN 978-4-575-33601-6 |
| 22. | 2016年07月16日 |  | ISBN 978-4-575-33635-1 |
| 23. | 2017年07月15日 |  | ISBN 978-4-575-33673-3 |
| 24. | 2018年07月17日 |  | ISBN 978-4-575-33725-9 |
| 25. | 2019年01月17日 |  | ISBN 978-4-575-33750-1 |
| 26. | 2019年06月17日 |  | ISBN 978-4-575-33768-6 |

- 『うらめしや外伝 かごめ -大正妖怪綺譚-』 双葉社〈ジュールコミックス〉 、全7巻